# 吉野町 (瀬戸市)
吉野町（よしのちょう）は、愛知県瀬戸市山口連区の町名。丁番を持たない単独町名である。

## 地理
- 瀬戸市の南部に位置する[8]。西を上之山町・宮地町・大坪町、北を屋戸町、東を広久手町、南を豊田市八草町と隣接している[8]。
- 山口谷東端、吉田川が形成した小支谷に集落がある[8]。

### 河川
- 吉田川（矢田川支流）[8] ： 町の中央部を北流している。

- 吉田川（吉野町内）

### 学区
市立小・中学校に通う場合、学区は以下の通りとなる。また、公立高等学校普通科に通う場合の学区は以下の通りとなる。
| 番・番地等 | 小学校               | 中学校             | 高等学校 |
| ---------- | -------------------- | ------------------ | -------- |
| 全域       | 瀬戸市立幡山東小学校 | 瀬戸市立幡山中学校 | 尾張学区 |

## 歴史

### 町名の由来
昔、山田郡菱野村山口の吉田部落は、一面に葦が生い茂った谷間洞であったが、田が作られるようになって吉田洞と呼ばれていた。町名設定の際、すでに瀬戸市内には吉田町があったことから、吉田に似た吉野町にしたといわれている。

### 沿革
- 1981年（昭和56年）3月31日 - 瀬戸市大字山口字南山・屋戸・広久手の各一部により、同市吉野町として成立[2]。

## 世帯数と人口
2025年（令和7年）1月1日現在の世帯数と人口は以下の通りである。
| 町丁   | 世帯数 | 人口  |
| ------ | ------ | ----- |
| 吉野町 | 45世帯 | 102人 |

### 人口の変遷
国勢調査による人口の推移
| 1995年（平成7年）  | 137人 | [ 12 ] |  |
| 2000年（平成12年） | 148人 | [ 13 ] |  |
| 2005年（平成17年） | 140人 | [ 14 ] |  |
| 2010年（平成22年） | 124人 | [ 15 ] |  |
| 2015年（平成27年） | 112人 | [ 16 ] |  |
| 2020年（令和2年）  | 102人 | [ 17 ] |  |

### 世帯数の変遷
国勢調査による世帯数の推移。
| 1995年（平成7年）  | 46世帯 | [ 12 ] |  |
| 2000年（平成12年） | 48世帯 | [ 13 ] |  |
| 2005年（平成17年） | 45世帯 | [ 14 ] |  |
| 2010年（平成22年） | 45世帯 | [ 15 ] |  |
| 2015年（平成27年） | 42世帯 | [ 16 ] |  |
| 2020年（令和2年）  | 40世帯 | [ 17 ] |  |

## 交通

### 鉄道
愛知環状鉄道・愛知環状鉄道線 ： 町の西端、宮地町との町境を南北に走っている。最寄り駅は山口駅。
- 愛知環状鉄道線（吉野町・宮地町境）

### バス
町内にバスは走っていない。最寄りのバス停は、瀬戸市コミュニティバス「上之山線」の大坪町バス停になる。

### 道路
町内に国道・県道は通っていない。

## 施設
- あいち海上の森センター ： 2005年開催の愛知万博（愛・地球博）の瀬戸愛知県館を活用した施設[18]。海上の森の保全と活用の取組、森林や里山に関する学習と交流の拠点となっている[18]
- 広久手30号窯跡（窯の歴史館） ： 市域最古の窯跡[19]。窯跡には本造の覆屋がかけられ、窯の歴史館（あいち海上の森センター遊歩施設内）として保存・展示されている[19]

- あいち海上の森センター
- 窯の歴史館
- 広久手30号窯跡

## その他

### 日本郵便
- 郵便番号 : 489-0857[6]（集配局：瀬戸郵便局[20]）。